# Adel Al Hosani
Adel Mohamed Ali Mohamed Al Hosani (23 agosto 1989) è un calciatore emiratino, di ruolo portiere dello Sharjah Football Club.

## Carriera
Gioca dal 2009 per Al-Wahda con cui ha vinto una UAE Pro-League nel 2009-2010.
Nel 2017 si è trasferito allo Sharjah Football Club con cui ha vinto il suo secondo titolo degli Emirati Arabi Uniti nel 2018-2019.

## Palmarès

### Club

#### Competizioni nazionali
- Campionato emiratino: 2

2009-2010, 2018-2019
- Supercoppa degli Emirati Arabi Uniti

2019
- Coppa del Presidente degli Emirati Arabi Uniti: 1

Sharjah: 2022-2023

#### Competizioni internazionali
- AFC Champions League Two: 1

Sharjah: 2024-2025

### Nazionale
- Giochi asiatici

2010